# Elsa Bergman

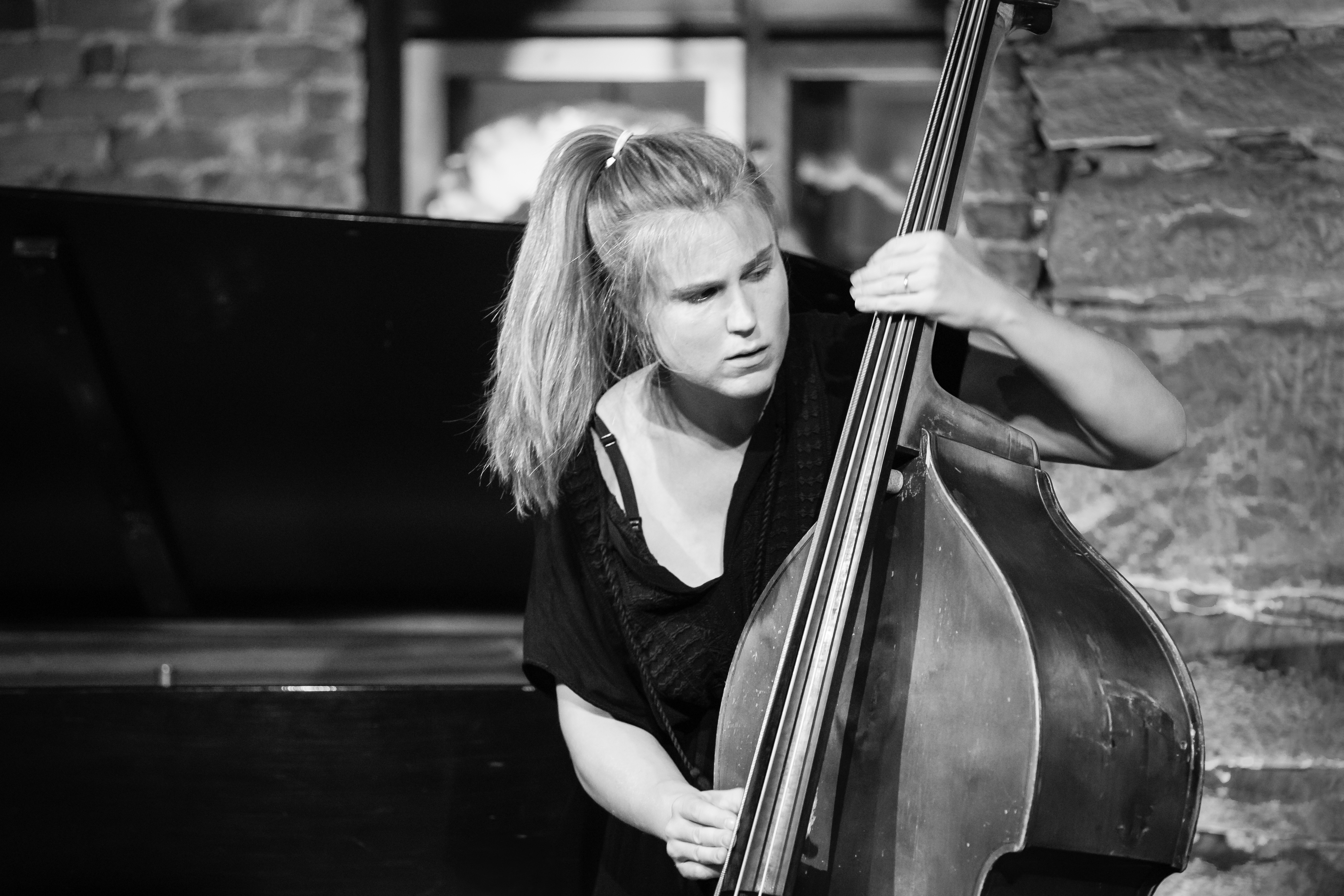
Elsa Bergman auf der Bühne in Smeltehytta, Kongsberg 2024
Foto von Tore Sætre

Elsa Bergman (* ≈1990) ist eine schwedische Jazz- und Improvisationsmusikerin (Kontrabass).

## Wirken
Bergman gehörte bis 2014 zum Quintett Hästköttskandalen, mit dem sie die LP Spacegirls veröffentlichte. International bekannt wurde sie als Mitglied in Anna Högbergs Sextett Attack, dessen erstes Album 2016 beim schwedischen Label Omlott erschienen ist. Mit dem hochenergetischen Improvisations-Quartett Festen, zu dem noch Erik Carlsson, Isak Hedtjärn und Lisa Ullén gehören, veröffentlichte sie 2016 ein Album beim portugiesischen Label Clean Feed Records. Weiter leitet sie ihr eigenes Quintett Elsas Eget Omdöme, das 2017 das Album Om Inte Nu, Närdå? veröffentlichte. Auch hat sie zahlreiche Solo-Kontrabass-Konzerte in ganz Skandinavien gegeben; 2022 erschien ihre Solo-EP A.
Im Duo mit Oscar Santis legte Bergman 2017 das Album Errante vor. Im Trio mit Lisa Ullén und Anna Lund erschien 2022 Space. 2023 legte sie das Album Playon Crayon vor, eingespielt mit einem weiteren Quintett, zudem die Trompeterin Susana Santos Silva, der Gitarrist David Stackenäs, die Geigerin Katt Hernandez und die Schlagzeugerin Matilda Rolfsson gehörten.
Bergmann gehört auch zu Per Åke Holmlanders It´s Never Too Late Orchestra und zum Fire! Orchestra (Actions, Echoes). Maurice Louca holte sie in seine Elephantine Band, mit der sie bei der Eröffnung des Deutschen Pavillons auf der Biennale Venedig 2019 auftrat. Zu hören ist sie zudem auf Alben von Alex Zethson Ensemble, Golden Offence Orchestra, Lisa Ulléns Motståndsorkestern Version 1 und STHLM Svaga.  Mit Anna Lund und Lisa Ullén bildete sie das Trio Space (Embrace the Space, 2024).
Bergman wurde 2014 von Sveriges Radio mit dem Jazzkatten als „Newcomer des Jahres“ ausgezeichnet.